# 哥本哈根地铁3号线
哥本哈根地铁3号线是哥本哈根地铁的一条环线，又称“城市环线”、“环线”。总长度15.5千米，共有17座车站。2019年9月29日通车。提供7X24小时服务，全部采用无人驾驶列车。
哥本哈根地铁3号线（城市环线）的建成，有效疏解了哥本哈根交通系统的压力。其中，哥本哈根地铁为哥本哈根公交每年分流了约有3400万人次的压力。 哥本哈根地铁3号线建成后，哥本哈根中心城区内85%的区域成为了地铁覆盖区域，外围城区、郊区部分区域也有了地铁覆盖。在哥本哈根地铁、哥本哈根市郊铁路、国铁覆盖区域内，乘客仅需步行不到10分钟即可到达地铁站、火车站。 哥本哈根地铁3号线预计日客流量将达24万人次。 全程24分钟，提供7X24小时服务。

## 历史

### 背景
2002年，哥本哈根地铁首通，并全数采用无人驾驶列车载客。 其快速而准时的服务，达到了98%的正点率。正是因为其前期的成功，2005年开始了哥本哈根地铁3号线（城市环线）的规划工作。 规划中的哥本哈根地铁3号线总长度15.5千米，全部为地下线路、地下车站，共拥有17座车站，哥本哈根地铁4号线（预计2020年3月28日通车）也有一段与之共线。既有国王新广场站和腓特烈斯贝站将作为3号线与1号线、2号线、4号线（建设中）的换乘站。
2007年6月1日，丹麦国会批准了这一规划，但主体工程开工却在4年后的2011年。 初期预计成本为150亿丹麦克朗，2010年年底增至213亿丹麦克朗（32亿美元），并计划于2019年7月通车。 由哥本哈根地铁公司组织建设工作。

### 协议签订
2011年1月7日，哥本哈根地铁公司与施工单位签订相关协议，哥本哈根地铁3号线建设团队由COWI A/S 、Salini Impregilo,、Technimont、SELI、Ramboll、Atkins共同组成。日立轨道意大利提供列车、供电系统、通信系统、数据采集与监控系统、月台幕门和信号系统。
隧道由Seli和Salini Impregilo负责建设。 控制与维护中心由Ramboll和Atkins负责建设。 控制软件为由Comply Serve编写的ComplyPro。

### 建设
2013年，有4台盾构机参与了哥本哈根地铁3号线两条平行的隧道施工，这4台盾构机分别被命名为“伊娃”（Eva）、“米涅娃”（Minerva）、“诺拉”（Nora）、“特莉娅”（Tria）。 隧道内径4.9米，埋深在20米—35米间。隧道由Seli负责建造，该公司使用的4台盾构机中有两台为丹麦制造。隧道内的多个竖井，为通风系统和维修通道。 施工过程中挖出的泥土经常被用于哥本哈根北港地区及厄勒海峡沿岸地区的填海工程。
建造过程中，通常在工地附近部署地质传感器监测地面震动，以保护城市中的建筑物和其它需要保护的对象。 2014年，位于哥本哈根南港港区内韦斯比街（坐标：55°39′30″N 12°32′57″E / 55.65833°N 12.54917°E）用于为3号线提供服务的维保中心建成。 同年，土建部分基本完工，开始收尾工作。2019年9月29日全线通车。

## 线路与车站
哥本哈根地铁3号线共有17座车站，全部为地下车站，并设有畅通的通道与地面相连。线路总长度15.5千米。 其中，腓特烈斯贝站可换乘哥本哈根地铁1号线和哥本哈根地铁2号线，国王新广场站可同时换乘哥本哈根地铁1号线、哥本哈根地铁2号线、哥本哈根地铁4号线。在哥本哈根火车总站、东门站、诺勒布罗站可以换乘国铁及哥本哈根市郊铁路。 哥本哈根地铁3号线和哥本哈根地铁4号线在东门站⟷哥本哈根火车总站区间内线路、停靠站均重合。哥本哈根地铁3号线串联着多处重点地段，包括丹麦国会、哥本哈根火车总站、哥本哈根市政厅，并能够与国铁、哥本哈根市郊铁路及其它地铁线路方便换乘。
哥本哈根地铁3号线站台均为与既有线独立的站台，规模普遍比之前的地铁站更大。车站采用明挖回填法修建，使用了底面64米X20米的沉箱，埋深在19米左右。站台宽度在7米—9米之间。哥本哈根地铁3号线车站采用了与其它哥本哈根地铁站的现代建筑风格，但通过不同的车站主色调区别不同的车站。
| 站名              | 换乘                                                  |
| ----------------- | ----------------------------------------------------- |
| 哥本哈根火车总站  | 哥本哈根地铁4号线 哥本哈根市郊铁路 国铁               |
| 市政厅广场        | 哥本哈根地铁4号线                                     |
| 老海岸            | 哥本哈根地铁4号线                                     |
| 国王新广场        | 哥本哈根地铁1号线 哥本哈根地铁2号线 哥本哈根地铁4号线 |
| 腓特烈教堂        | 哥本哈根地铁4号线                                     |
| 东门站            | 哥本哈根地铁4号线 哥本哈根市郊铁路 国铁               |
| 三角广场          | —                                                     |
| 保尔·汉宁森广场   | —                                                     |
| 维本苑交叉口      | —                                                     |
| 盾牌广场          | —                                                     |
| 诺勒布罗站        | 哥本哈根市郊铁路                                      |
| 诺勒布罗广场      | —                                                     |
| 努克广场          | —                                                     |
| 阿克塞尔·默勒花园 | —                                                     |
| 腓特烈斯贝        | 哥本哈根地铁1号线 哥本哈根地铁2号线                   |
| 腓特烈斯贝大道    | —                                                     |
| 恩海沃广场        | —                                                     |

## 车辆
本线仍全部采用与之前使用列车相同的日立轨道（意大利）无人驾驶地铁列车，但3号线使用列车全部为新购列车。 列车于2014年抵达哥本哈根，为第5代“日立轨道（意大利）无人驾驶地铁列车”。 有着炫酷的外观并集成有多种高科技。
这批无人驾驶地铁列车由控制中心统一控制，采用了基于无线通信的列车控制技术。 这批列车的设计速度为90千米/小时，最大运营速度为80千米/小时，平均运营速度为80千米/小时。最小班距可设定为100秒。 乘客可以通过电子显示系统跟踪列车位置。

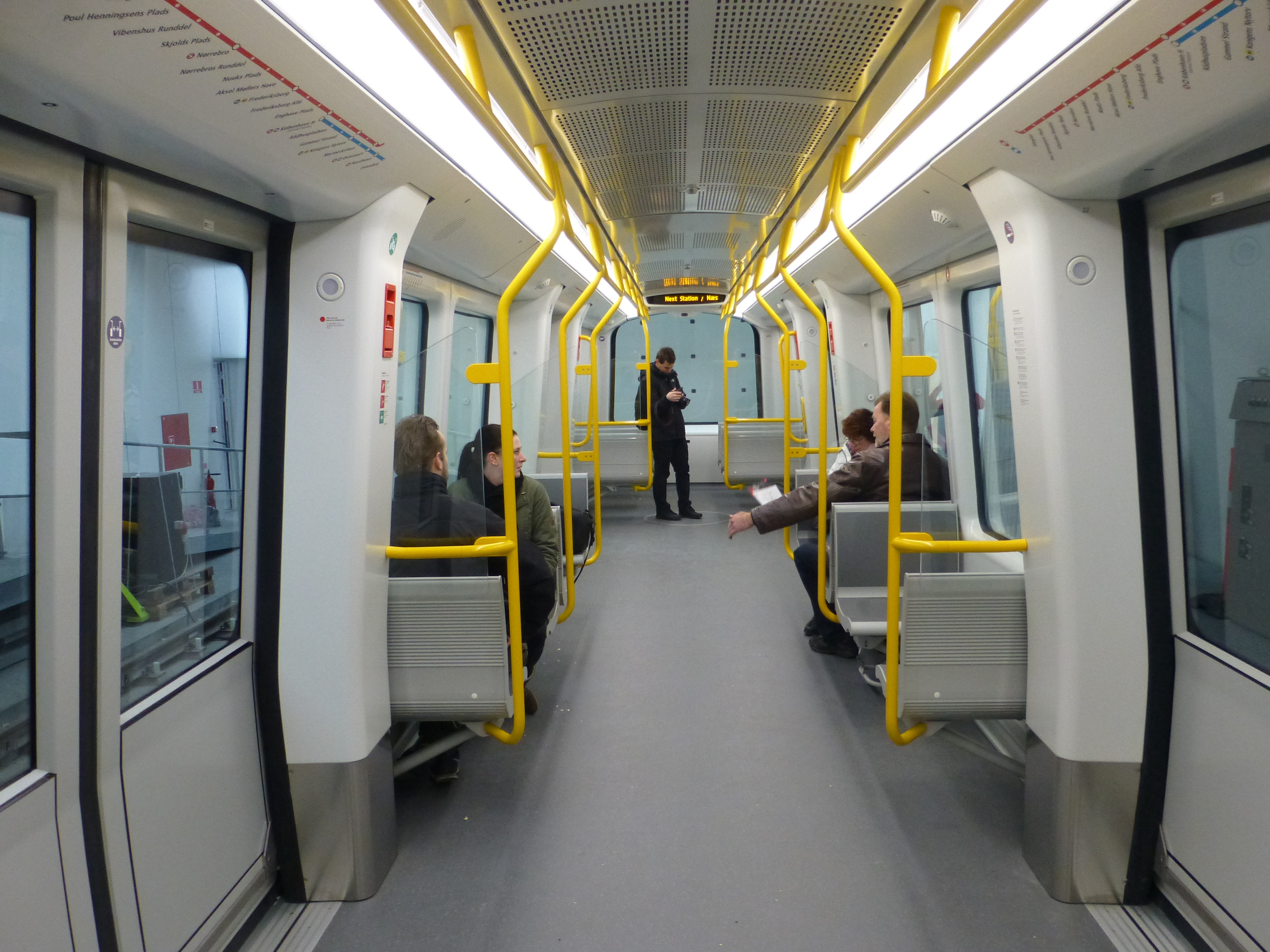
哥本哈根地铁3号线列车内部
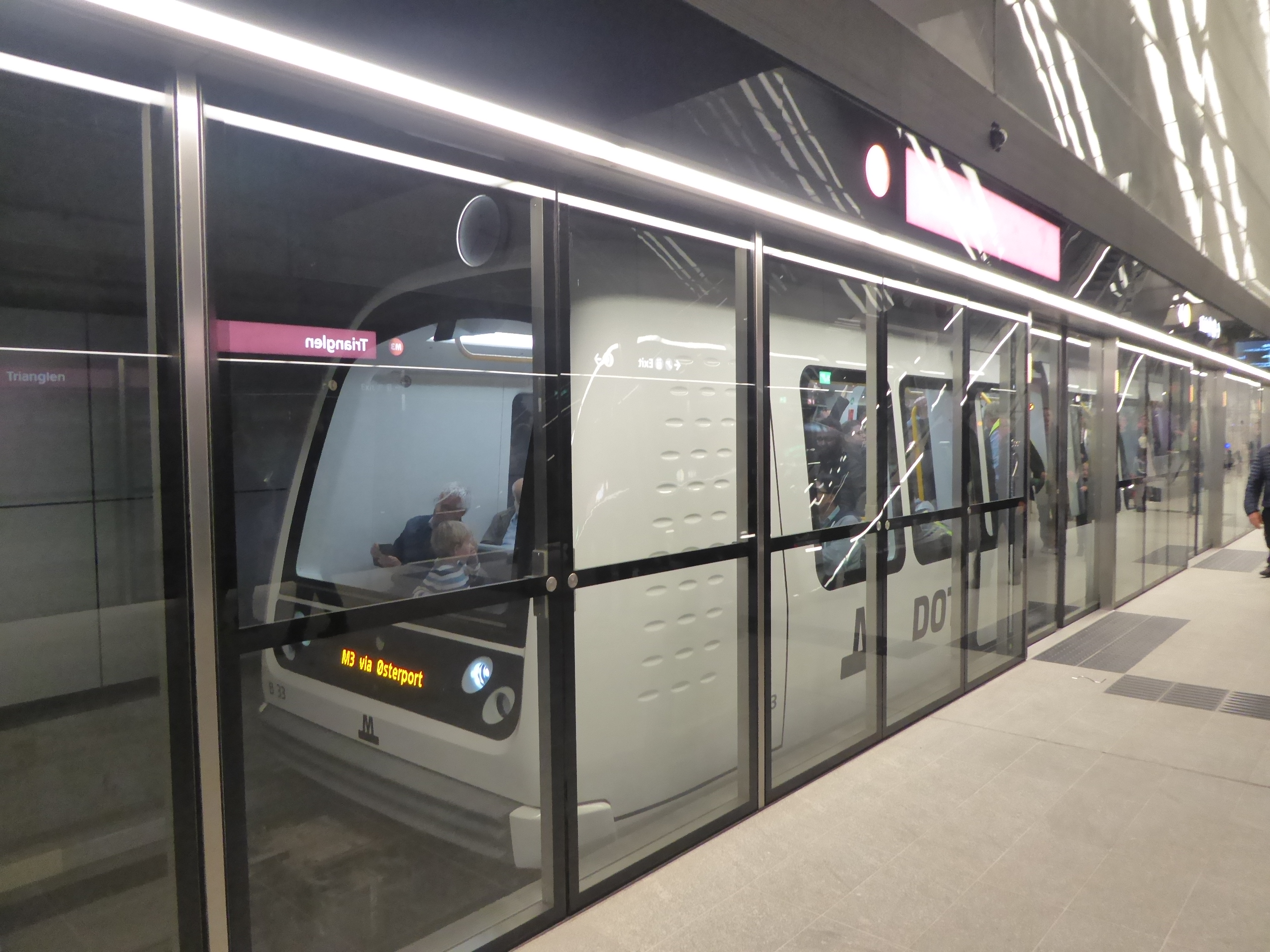
3号线首通当日在三角广场站拍摄的列车照片

## 外部連結
- Information about the City Circle from the official Copenhagen Metro web site（页面存档备份，存于）（英语）
- City Circle Line official website（丹麦语）